# Shahrestān di Malard
Lo shahrestān di Malard (in persiano شهرستان ملارد‎) è uno dei 16 shahrestān della provincia di Teheran, il capoluogo è Malard, una città di 228.673 abitanti. Precedentemente era una circoscrizione dello shahrestān di Shahriyar.